# KS Shkumbini
KS Shkumbini je albánský fotbalový klub z Peqin. Klub byl založen roku 1924 ve městě Peqin. Domovským stadionem je Stadiumi i Qytetit s kapacitou 5 000 diváků. Současným trenérem je Gugash Magani.